# Manlio Sarra
Manlio Sarra (Monte San Giovanni Campano, 24 agosto 1909 – Roma, 1º ottobre 1986) è stato un pittore italiano.
Fu un esponente della Scuola Italiana del 1900.

## Biografia
Fin da giovanissimo Manlio Sarra ha mostrato il proprio interesse e la predisposizione per il disegno e la pittura: proprio per questo numerosi sono i paesaggi ed i ritratti eseguiti da adolescente che, oltre a testimoniare l'interesse per l'arte moderna e in particolare per il post-impressionismo, possono considerarsi, nonostante la giovane età dell'autore, opere di elevato contenuto pittorico.
Verso la fine degli anni venti si trasferisce a Roma, prende la maturità al Liceo Artistico, vince una borsa di studio per i corsi dell'Accademia di Belle Arti dove si diploma sotto la guida del Maestro Umberto Coromaldi, esponente di spicco dei “XXV della campagna romana“.
Durante il periodo degli studi e di ricerca, fraternizza con artisti, pittori e letterati che sono stati i grandi maestri del novecento, come fra gli altri Orfeo Tamburi, Gentilini, Mario Mafai, Ardengo Soffici, Mario Sironi, Afro, Felice Casorati, Ignazio Silone, Giorgio De Chirico e Giuseppe Ungaretti.
Nei primi anni trenta per perfezionare il disegno e la tecnica pittorica, frequenta lo studio dell'artista corso ma d'origine italiana vincitore del premio “Prix de Rome” il Pittore Henry Filippi. Sotto la sua guida Manlio Sarra si affina e, insieme ad altri giovani artisti francesi che frequentarono in quello stesso periodo lo studio del suo maestro, divenuti poi molto noti a livello internazionale, farà tesoro di questa esperienza: quel tocco “francese”, impressionista, farà in seguito la differenza da molti suoi colleghi.
Nel 1936 Filippi, tornando a Bastia in Corsica, gli lascia lo studio e l'abitazione di Roma in via del Vantaggio 7/10, vicino a Piazza del Popolo, a due passi da via Margutta, centro nevralgico di tutte le iniziative artistiche e culturali: sarà la sua residenza fino alla sua scomparsa avvenuta nel 1986.
Già verso la fine degli anni trenta, fu testimone e partecipe degli eventi artistici che si evolvevano nell'ambiente della Capitale; Sarra recepì e fece proprie le proposte realistiche della Scuola Romana pur conservando una personale fisionomia nell'interpretazione della realtà, come risulta dalla prima personale allestita nel 1945 alla “Galleria San Marco” di Roma.
Nel 1947 Sarra aderì al Movimento Art-Club del pittore polacco Jarema. Gli anni '50 possono considerarsi fondamentali ai fini della "definizione" del linguaggio di Manlio Sarra. È in questo periodo, infatti, che l'artista avverte il bisogno di un ritorno alle "origini", alla propria terra. Nascono così i "Ritratti" dell'ambiente ciociaro. I mercati, le feste paesane, dove i contrasti cromatici hanno una prorompente luminosità e le serene scene campestri sono realizzate in una sorta di scomposizione delle forme che, pur mantenendo integre le connotazioni del figurativo, assumono quella "caratteristica" dimensione astratta che identifica l’opera di Sarra.
“Pur risentendo di certo tonalismo maffaiesco….vi è un Sarra ciociaro, sensuale e plastico, al bivio tra la corposità napoletana ed il tonalismo romano”. La sua pittura risente di influenze cubiste e neo-realistiche di guttusiana memoria.
Ha partecipato ad esposizioni a livello internazionale fra le quali la XXVIII Biennale di Venezia ed a tutte le Quadriennali Romane allestite dal 1947 al 1965. Diverse le personali ordinate dopo il 1945, oltre che nelle maggiori città italiane, Roma, Torino, Milano, anche negli Stati Uniti, in Svizzera, Francia, Inghilterra e Giappone. Numerosi sono i ritratti di personaggi famosi della politica, della cultura, del cinema e del teatro realizzati a cavallo degli anni cinquanta-sessanta. 
È da notare, in quel periodo, un'opera per la casa cinematografica “Paramount”: un ritratto dell'attrice americana Kim Novak, opera realizzata per una scena del film “La donna che visse due volte”.
Nei primi anni sessanta ottiene l'insegnamento presso il Liceo Artistico e la Cattedra di “Pittura” all'Accademia di Belle Arti di Roma. Nonostante gli impegni dovuti all'insegnamento, Sarra ha compiuto numerosi soggiorni in Europa, in Medio Oriente, ed in America ove ha avuto la possibilità di confrontare le proprie proposte con quelle emergenti a livello internazionale ed ottenere importanti riconoscimenti. Nel 1966 gli fu offerta la conduzione dei corsi di studio nelle Scuole d'arte dello Stato dell'Ontario dal Dipartimento dell'educazione del Canada. Tuttavia non interruppe mai i rapporti artistici con la Ciociara, terra d'origine ed ispiratrice delle composizioni pittoriche. Sue opere furono sovente ospitate presso la galleria "La Saletta" di Frosinone.
Le sue opere sono presenti nelle più importanti collezioni, gallerie e sedi museali, fra le quali la “Galleria d'Arte Moderna di Roma”, e la “Galleria Nazionale del Comune di Roma”.
Nel 1979, Manlio Sarra assieme al figlio Francesco ha fondato a Roma, in via di Ripetta (davanti all'Accademia di Belle Arti di Roma), la Galleria "Porto di Ripetta", che ha operato con successo fino al 1987, allestendo mostre personali-rassegne e collettive a carattere internazionale.
Su Manlio Sarra sono state recensiti numerosi cataloghi d'arte, sia per le personali che per le varie rassegne allestite in Italia e all'estero, inoltre sono state pubblicate due monografie Antologiche: La prima nel 1966 “Manlio Sarra” di sole cinquecento copie con la presentazione di Vittorio Del Gaizo, la seconda monografia “Manlio Sarra – Ritorno alle origini” nel 1985. Nello stesso anno gli è stato conferito in Campidoglio (Roma) il premio “Maggio Romano” alla carriera, esattamente un anno prima della sua scomparsa avvenuta il primo Ottobre 1986.
Su Manlio Sarra nel 2007 si è tenuto presso la Biblioteca Comunale di Frosinone un convegno con una relazione del Prof. Marcello Carlino e di Francesco Sarra : “La grande arte di Manlio Sarra : illustre pittore ciociaro” e nel 2008 la stessa conferenza presso la Sala Consiliare del comune di Monte San Giovanni Campano (Fr) suo paese di origine, che per l'occasione gli ha anche intitolato alla memoria una targa e una strada nel centro storico.

## Opere Pubbliche
Numerose le opere realizzate per edifici pubblici, come gli affreschi della Prefettura di Frosinone, per l'ospedale civile di Sora (FR), presso il Comune di Sperlonga (LT), per il Caffè Ariston di Frosinone (al cui posto ora sorge la Banca Popolare del Frusinate), i mosaici dell'Ospedale Civile di Vibo Valenzia e dell'Ospedale di Chiaravalle Centrale (Catanzaro), opere religiose tra le quali i pannelli della Chiesa di S.Alessio all'Eur a Roma, la pala d'altare (Olio su tela) "Battesimo di S.Giovanni Battista" presso la Chiesa Collegiata S.Maria della Valle in Monte San Giovanni Campano(Frosinone), Stazione Via Crucis (olio su tela) presso la chiesa del Sacro Cuore in Celano(AQ) nel 1973, il S.S. Sacro Cuore (olio su tela) pala d'altare della navata sinistra per la Cattedrale S. Maria a Frosinone, "Pietro di San Giuseppe di Betancur" (olio su tela) pala d'altare per la chiesa della Congregazione delle Betlemite a Roma, "Pietro di San Giuseppe di Betancur" olio su tela 50 x 70 (bozzetto) donato al Pontefice Giovanni Paolo II per il Museo della Città del Vaticano, "La fondatrice dell'Ordine delle Betlemite" (olio su tela) pala d'altare per la chiesa della Congregazione delle Betlemite a Roma, "Pesca Miracolosa e Gesù che parla dalla collina" (olio su tela) pala d'altare per la Cattedrale di S.Maria a Frosinone. "Via Crucis di artisti contemporanei: Ottava stazione, Gesù incontra alcune donne piangenti" (olio su tela ) Chiesa di San Bartolomeo Cerchio (AQ), ecc…

## Musei Ed Enti
È presente in numerose gallerie, musei, collezioni pubbliche e private in Italia ed all'estero, fra le quali: Galleria d'Arte Moderna di Roma, Albright Gallery di Buffalo (USA), Galleria d'Arte del Comune di Roma, Museo Civico di Alatri, Prefettura di Frosinone, Ministero della Pubblica Istruzione di Roma, Camera di Commercio di Viterbo, Camera di Commercio di Latina, Regione Lazio, Museo Comunale Capo d'Orlando (ME), E.P.T. di Pescara, E.P.T. di Frosinone, Comune di Atina (FR), Museo d'Arte Sacra di Celano (AQ), Museo Ente Fucino Avezzano (AQ), Ente Turismo di Tarquinia (VT), Amm. Provinciale di Roma, Amm. Provinciale di Frosinone, Museo d'Arte Moderna di Avezzano (AQ), Museo "Giuseppe Sciortino" Monreale (PA), Museo di Civitella Roveto (AQ), Museo d'Arte Moderna di Crotone, Fondazione "Tito Balestra" Lonzano (Forli'- Cesena).

## Riconoscimenti
Tra i molti riconoscimenti, si ricordano: l'assegnazione del primo "Premio Città di Orvieto", secondo premio "Mostra del Nudo" 1948, primo premio "Marina di Ravenna" 1958, secondo premio "Frosinone" 1951, primo premio "Alatri" 1952, "Premio Ministero della Pubblica Istruzione" 1953, primo premio "Alatri" 1954, VIII premio "Michetti" (premio E.T.Pescara) 1954, I premio "Marzotto" (premio Manerbio) 1954, primo premio "Valle Roveto" (AQ) 1955, "Un fatto di Cronaca" 1955-Roma, primo premio Mostra "Il Tetto" (ispirato all'omonimo film di Vittorio De Sica) 1956, primo premio "Avezzano" (AQ) 1956, Mostra di Pittura "Capo d'Orlando" Messina 1956; "Terza Mostra Concorso Nazionale del Ritratto" Firenze 1957; Premio "Michetti" Pescara 1957, Premio Nazionale di Pittura "Foggia" (premiato con il Vomere d'Oro) Foggia 1959; IX Mostra Nazionale di Pittura Contemporanea "Maggio di Bari" Bari 1959; "IV Premio Amedeo Modigliani" Città di Livorno, Livorno 1958-1959; Premio Nazionale "Gaetano Loffredo" Latina 1960; Primo Premio "Villa San Giovanni" 1961 (RC); I Premio di Pittura "Città di Pizzo" Pizzo Calabro (RC) 1961; Primo premio Comune "Loro Ciuffenna" 1962-Loro Ciuffenna (AR); Primo Premio "Mostra Nazionale d'Arte Sacra" Celano (AQ) 1963; Premio "Enars" Roma 1963; Primo Premio Mostra "Il Lavoro Italiano" Roma 1964; Primo Premio "Alatri" 1971-Alatri (FR); Primo Premio "Maggio Romano"(alla carriera) - Roma 1985.

## Mostre Personali
Galleria "S.Marco" 1945-Roma; Galleria "La Chimera" 1946-Grosseto; Galleria "La Vetrina di Chiurazzi" 1947-Roma; Galleria "Il Pincio" 1952-Roma; Galleria "l'Incontro" 1952-Arezzo; Galleria "La Selecta" 1952-Roma; Galleria "S.Carlo" 1954-Napoli; Galleria "Del Vantaggio" 1958-Roma; Galleria "Taras" 1959-Taranto; Galleria "La Selecta" 1960-Roma; Galleria "Centro Artistico San Babila" 1961-Milano; Galleria "San Carlo" 1961-Napoli; Galleria "Il Tetto" 1962-Avezzano; Galleria "L'Incontro" 1962-Arezzo; Galleria "Del Vantaggio" 1963-Roma; Galleria "Burdeke Gallery" 1964-Zurigo(CH); Galleria "Circolo Unione" 1966; Galleria d'arte "Palmer House" 1966-Chicago(Illinois-USA); Galleria "Sisti Gallery"1966-Buffalo(New York-USA); Galleria "del Vantaggio" 1967-Roma; Galleria "Le Muse" 1968-Colleferro(RM); Galleria "Il Nostro Club" (Visioni d'Israele) 1969-Milano; "Palmer House Gallery" 1970-Chicago(Illinois-USA); Galleria "del Vantaggio" 1971-Roma; Galleria "del Vantaggio" 1972-Roma; Galleria "Il Tripode" 1972-Crotone; Galleria "Il Pozzo" 1973-Catanzaro; Galleria "Centro Studi d'Arte Tresana" 1973-Napoli-Barra; Galleria d'arte "Il Cenacolo" 1973-Avezzano(AQ); Galleria "La Cornice" 1973-Legnano(MI); Galleria d'Arte "Alfieri" 1974-Roma; "Inco Art 75" - Fiera di Roma - 1975-Roma; "Sala Esposizioni E.P.T." 1975-Frosinone; Galleria "La Cornice" 1975-Legnano(MI); Galleria d'arte "Alfieri" 1975-Roma; Galleria "Bottega del Quadro" 1976-Ostia Lido(RM); Galleria "Accademia" 1976-Torino; Galleria "Domus Artis" 1977-Sesto San Giovanni(MI); Galleria "Dolmen" 1977-Salerno; Galleria "88" 1978-Messina; Galleria "Il Collezionista" 1978-Perugia; Galleria "La Linea" 1979-Ferrara; Galleria "La Fontain" 1979-Viterbo; Galleria "Porto di Ripetta" 1980-Roma; Galleria "l'Albatro" 1980-Lurate Caccivio(CO); Galleria "Del Corso" 1980-Latina; Galleria "Porto di Ripetta" 1981-Roma; "Palazzo Comunale" 1982-Monte San Giovanni Campano(FR); Galleria "Porto di Ripetta" 1983-Roma; Galleria "Porto di Ripetta"(personale e presentazione del libro di W.Pocino, Il Vocabolario Monticiano) 1984-Roma; Galleria "C.I.C." 1985-Avezzano(AQ); Galleria "Porto di Ripetta" 1985-Roma; "Palazzo Gottifredi"(retrospettiva) 1987-Alatri(FR); "Antologia delle XIX edizioni Premio di Pittura Valle Roveto-Omaggio a Sarra"(retrospettiva) 1988-Civitella Roveto(AQ); Galleria "Studio del Canova"(retrospettiva) 1989-Roma; "Palazzo Comunale-Sala Consiliare"(retrospettiva)1990-Monte San Giovanni Campano(FR); "Convento dei frati minori cappuccini"(retrospettiva)2001-Monte San Giovanni Campano(FR); "Centro Studi Prossediani" – Sala del Centro Sociale (retrospettiva) 2005 - Prossedi(LT); "Centro Studi Cives" - (retrospettiva) 2005 - Roma; Antologica retrospettiva "Villa Comunale" Frosinone 2014.

## Rassegne Nazionali - Internazionali
Ciclo Mostre del Sindacato Interprovinciale Belle Arti del Lazio 1944-Roma; Prima Mostra al Teatro delle Arti 1945-Roma (collettiva); II Mostra Art-Club - Galleria di Roma 1947-48 Roma; Galleria "Pasquino" 1947-Roma(collettiva di sei artisti); "Pittori Italiani in Svizzera" 1947-1948 Zurigo(CH); V Quadriennale Nazionale d'Arte 1947-1948 Roma; "Premio Città di Orvieto" 1948-Orvieto(TR); "Premio Marina di Ravenna" 1948-Ravenna; Galleria "La Giraffa" 1948-Roma; III Mostra Art-Club Galleria Nazionale d'Arte Moderna(Valle Giulia)1949-Roma; "Pittori e Scultori di Ciociaria" 1951-Frosinone; VI Quadriennale Nazionale d'Arte 1951-Roma; "Premio Frosinone" 1951-Frosinone; "Premio Alatri" 1952-Alatri(FR); "VI Premio Michetti" 1952-Francavilla a Mare(PE); "Premio Ministero della Pubblica Istruzione" 1953-Roma; "Messa degli Artisti" Galleria di Roma 1953-Roma; Il Maggio della Pittura Romana (3ªPanoramica) CIM "Palazzo di Vetro" 1953-Roma; Galleria "Il Camino" 1953-Roma; Galleria "Giosi" (Mostra del Fiore) 1953-Roma;  "Premio Marzotto" (Premio Manerbio) 1953 Palazzo Venezia-Roma; "Premio Alatri" 1954-Alatri(FR); VIII Premio Michetti 1954-Francavilla a Mare(PE); Galleria "La Fontanella" 1954-Roma; Rassegna del Movimento del "Piccolo Formato" 1954-Roma; VI Premio Nazionale di Pittura "Golfo de La Spezia" 1954-La Spezia; "Premio Marzotto" 1954 - Milano; Il Maggio della Pittura Romana (4ª Panoramica) CIM "Palazzo di Vetro" 1954-Roma; "Premio Valle Roveto" 1955-Civitella Roveto(Aq); "Un fatto di Cronaca" 1955-Roma; Mostra di Arti Figurative "Comunità delle Arti" 1955-Roma; Ia Mostra degli Artisti di Roma e Provincia 1955-Roma; Il Maggio della Pittura Romana (5ª Panoramica) CIM "Palazzo di Vetro" 1955-Roma; VII Quadriennale Nazionale d'Arte 1955-1956 Roma; Mostra "Il Tetto" 1956-Roma; Premio Avezzano 1956-Avezzano(AQ); Mostra di Pittura Capo d'Orlando 1956-Capo d'Orlando(ME); Seconda Mostra Nazionale dell'Acquerello 1956-Como; XXVIII Biennale di Venezia 1956-Venezia; Premio d'Arte Figurativa del "Titano" 1956-Rep.San Marino; Il Maggio della Pittura Romana (6ª Panoramica) CIM "Palazzo di Vetro" 1956-Roma; "III Mostra-Concorso Nazionale del Ritratto" 1957-Firenze; Premio Michetti 1957-Pescara; "Il Maggio della Pittura Romana" (VII Panoramica) CIM "Palazzo di Vetro" 1957-Roma; Premio Valle Roveto 1957-Civitella Valle Roveto(AQ); Galleria "La Fontanella" 1958-Roma; "Il Maggio della Pittura Romana" (VIII Panoramica) CIM "Palazzo di Vetro" 1958-Roma; Teatro dei Satiri 1958-Roma; Premio Valle Roveto 1958-Civitella Valle Roveto(AQ); "IV Premio Amedeo Modigliani" città di Livorno 1958-59 Livorno; Premio Nazionale di Pittura "Foggia" 1959-Foggia; IX Mostra Nazionale di Pittura Contemporanea "Maggio di Bari" 1959-Bari; VIII Quadriennale Nazionale d'Arte 1959-Roma; Rassegna di Arti Figurative di Roma e del Lazio "Mostra concorso Vedute di Roma" - Palazzo delle Esposizioni 1959-Roma; Galleria "La Fontanella" 1959-Roma; Premio Nazionale "Gaetano Loffredo" 1960-Latina; Mostra di Pittura Contemporanea "Rapallo" 1960-Rapallo(GE); 50 Pittori a Frosinone 1960-Frosinone; Premio "Avezzano"(fuori concorso) 1960-Avezzano(AQ); Premio "Villa San Giovanni" 1961-Villa San Giovanni(RC); Galleria "La Lanternetta" (pittori tradizionalisti) 1961-Roma; Premio "Città di Pizzo" 1961-Pizzo Calabro(RC); A.L.A.S. "Seconda Mostra degli Artisti"-"Teatro Verdi" 1961-Salerno; Galleria "Bottega dell'Arte" Rassegna Nazionale 1961-Chieti; "Alla Loggetta" Mostra Nazionale dei Pittori di oggi 1961-Brescia; Mostra Nazionale "E.P.T." 1961-Roma; "Galleria Passeggiata di Ripetta" Pittori Romani 1961-Roma; Galleria "Il Verrocchio" 1961-Pescara; Galleria Vinciana "Premio Nazionale Delia Serra" 1961-Milano; "Mostra d'Arte Sacra" 1961-Roma; Mostra "E.P.T." 1961-Catanzaro; "Premio Michetti" Francavilla a Mare 1961-Francavilla a Mare; "Mostra Artisti Ciociari" Palazzo delle Esposizioni" 1961-Roma; "Galleria Consorti" Artisti Italiani oggi 1961-Roma; Premio "Loro Ciuffenna 1962-Loro Ciuffenna(AR); Mostra della Tavoletta 1962-Cassino(FR); "Premio Pizzo" Palazzo delle Esposizioni 1962-Roma; "Galleria Burdeke" Panorama della Pittura Romana 1962-Zurigo(CH); Galleria Chiurazzi "Artisti Italiani" 1962-Napoli; Mostra Internazionale degli "Incontri d'Arte" Palazzo Odescalchi Simonetti 1962-Roma; Mostra annuale di pittura alla "Pinacoteca Comunale" 1962-Avezzano(AQ); Mostra Internazionale itinerante degli "Incontri d'Arte di Roma" 1962-Potenza; Mostra Internazionale itinerante degli "Incontri d'Arte di Roma" 1962-Maratea; Mostra Internazionale itinerante degli "Incontri d'Arte di Roma" 1962-Matera; Mostra Internazionale itinerante degli "Incontri d'Arte di Roma" 1962-Lecce; "Mostra Nazionale d'Arte Sacra" 1963-Celano(AQ); Premio "ENARS" 1963-Roma; Galleria "Taras" 1963-Taranto; Galleria "Il Cerchio" 1963-Roma; "Mostra concorso di arti figurative" Palazzo delle Esposizioni 1963-Roma; Premio Valle Roveto (fuori concorso-personale con 10 opere)1963-Civitella Roveto(AQ); Rassegna "Ventiquattro pittori contemporanei" Palazzo dei Bruzzi 1963-Cosenza; Premio Posillipo 1963-Napoli; Mostra "Pittori d'oggi a Roma" (Lions Club)Palazzo delle Esposizioni 1963-Roma; "Prima Crociera Aerea della Pittura Italiana per gli Stati Uniti" partecipazione a cinque mostre collettive a New York 1963-New York(USA); Rassegna "Maestri del '900" Amministrazione Provinciale Trapani-1963; Mostra "Il Lavoro Italiano" 1964-Roma; Terza Edizione Mostra "Fra' Galdino" 1964-Roma; Galleria "L'Incontro" 1964-Arezzo; Galleria "Laurina" 1964-Roma; IX Quadriennale Nazionale d'Arte 1965-Roma; "L'Agostiniana" le Chiese - rassegna d'arte 1966-Roma; "Mostra di Opere di artisti Romani a favore di artisti alluvionati" Galleria d'Arte di via Milano-Palazzo delle Esposizioni-1967 Roma; "Enal" pittori italiani oggi 1967-Latina; II Mostra Nazionale di Pittura 1968 - Pescasseroli (AQ); "Sisti Gallery" Five Nations-Ten Artists 1969-Buffalo(New York-USA); "Premio Alatri" 1971-Alatri(FR); "Premio Alatri" XVIII Biennale 1973-Alatri(FR); Mostra della Serigrafia d'Arte "Palazzo dei Congressi" - Eur 1976 Roma; XX Biennale d'Arte "Premio Alatri" 1977-Alatri(FR); Mostra d'Arte a "Palazzo Rospigliosi" rassegna 1979-Zagarolo(RM); "Premio Alatri" XXII Biennale 1981-Alatri(FR); Galleria "C.I.C." (Pittori della Scuola Romana) 1981-Avezzano(AQ); Galleria "C.I.C." (Collettiva con artisti Marsicani) 1982-Avezzano(AQ); XVIII Premio "Valle Roveto"(invitato, ha partecipato fuori concorso)1984-Civitella Roveto(AQ); "Institute Italien pour le commerce exterieur(ice)" Peintres Italiens(collettiva con sei opere ciascuno) 1984-Parigi; "Italian trade center" paintings from Italy(collettiva con otto opere ciascuno) 1984-Londra; Galleria "Accademia" mostra di fine anno 1984-Torino; Premio "Maggio Romano" 1985-Roma; "Accademia Universale Città Eterna"-venti maestri-(collettiva)1986-Terracina(LT); "Galleria Studio del Canova" Artisti contemporanei per una collezione in azzurro 1991-Roma; "Pinacoteca d'Arte Moderna" 1995-Avezzano(AQ); "Galleria La Chimera Roma 1960 - verso il 2000" 1999 - Roma; Galleria La Chimera" 2006 - Roma.